# Tolazamida

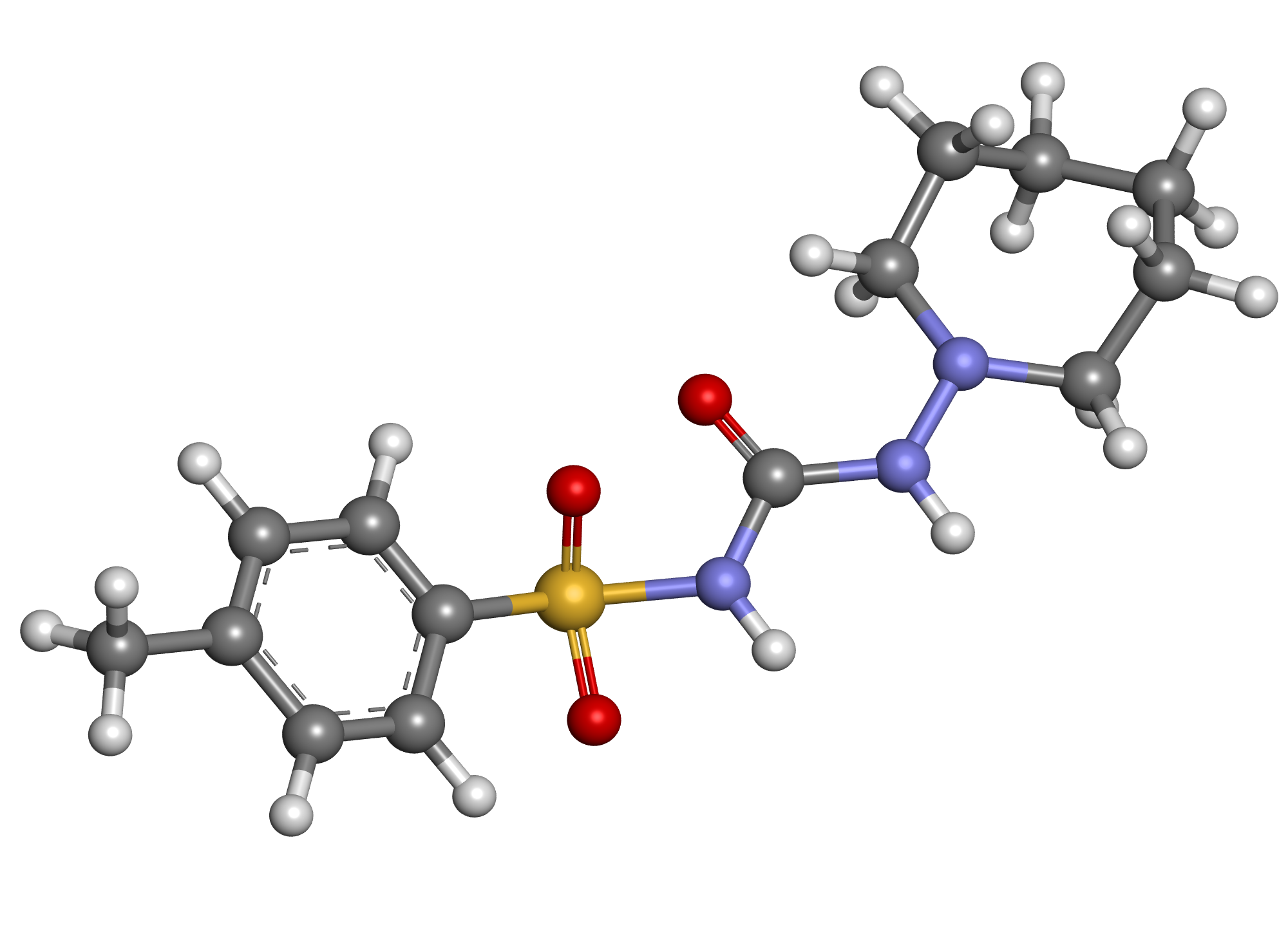
Modelo da molécula de tolazamida

A tolazamida, vendida sob a marca Tolinase entre outras, é um medicamento usado para tratar diabetes tipo 2. É tomado por via oral. Os efeitos começam em 20 minutos e duram cerca de 10 horas.
Os efeitos secundários comuns incluem náuseas, perda de apetite, diarreia e dor abdominal. Outros efeitos secundários podem incluir erupção na pele e níveis baixos de açúcar no sangue. Os efeitos colaterais são mais comuns em pessoas com problemas hepáticos ou renais. É uma sulfonilureia.